# Coccophagus philippiae
Coccophagus philippiae är en stekelart som först beskrevs av Filippo Silvestri 1915.  Coccophagus philippiae ingår i släktet Coccophagus och familjen växtlussteklar. Inga underarter finns listade i Catalogue of Life.